# Juan Nepomuceno Neumann
Juan Nepomuceno Neumann (Prachatitz, Imperio Austro-Húngaro, 28 de marzo de 1811 - Filadelfia, Estados Unidos, 5 de enero de 1860) estudió teología en el año 1831 en el seminario de Budweis aunque fue ordenado en Filadelfia en el año 1836. En sus inicios trabajó en la región de las Cataratas del Niágara, tiempo después se unió a los redentoristas ejerciendo en Baltimore y estando en esta ciudad fue nombrado obispo. 
Como obispo durante 8 años abrió 70 escuelas católicas, por este hecho fue reconocido en 1960 por el senado estadounidense como "hombre insigne, pionero y promotor del sistema escolar católico de Estados Unidos". 
Entre 1854 y 1855 estuvo en Roma para colaborar con el papa Pio IX al proclamar el dogma de la Inmaculada concepción. 
Murió en el año 1860. Su cuerpo incorrupto reposa en la Catedral que lleva su nombre en Filadelfia. Fue beatificado en el año 1963 y posteriormente, en 1977, canonizado por el papa Pablo VI.
Como dato curioso, medía un metro con setenta y dos centímetros, lo que para la sociedad norteamericana era considerado estatura baja.